# Артвин (вилајет)
Вилајет Артвин (тур. Artvin ili) је вилајет на североистоку Турске на Црном мору и граници са Грузијом. Са популацијом од 2.085.225 становника, то је пети вилајет по броју становника у Турској. Административни центар вилајета је град Артвин.

## Географија
Арвин је атрактивно подручје стрме долине кроз коју протиче река Чорух и која је окружена планинама Качкар, Карчал и Јалнизчам (до 3900 метара) и шумама и језерима. Време у Артвину је веома влажно и благо на обали. Кише на већим висанама смењује снег а на врховима планина је веома хладно.
Шуме су дом медведа и вукова. На реци Чорух постоји данас 11 хидроцентрала.

## Историја
Област има богату историју која до скоро није интензивно изучавана. Пронађени су артефакти из бронзаног доба и пребронзано доба. Хурити су населили ову област око 2000. године пре нове ере а наследили су их Урарту, чији центар се налазио на језеру Ван. Касније је ова област била у саставу краљевства Колхида, али је често била мета инвазија, прво од Скита преко Кавказа, затим муслиманске војске коју је предводио Хабиб, син калифе Утхамана који је ово подручје контролисао од 853. до 1023. године када су дошли Византинци.
Селџуци су покорили ову област 1064. године, али након смрти Алп Арслана, на кратко су је покорили Грузијци уз помоћ Византинаца до 1081. када је опет потпала под Турску власт. Колапсом Селџука, Артвин је био поприште борби турских кланова до 1502.
Османски султан Мехмет II победио је Трапезунтско царство и загосподарио обалом Црног мора. Касније се Артвин нашао на мети Русије која је дошла на ово подручје у ратовима 1828-29. и касније 1877-78. Руси су се повукли са овог подручја 1917, након избијања Бољшевичке револуције. Завршетком Првог светског рата, Турска је била на страни поражених и британске трупе су дошле на ово подручје 1918, које је било под влашћу новонастале Грузије. Покушај да се Артвин придружи Грузији завршио се референдумом 1920. када је велика већина Турака гласала за останак у Турској, након чега се грузијска војска повукла 1921.